# 煙山村
煙山村（けむやまむら）は、昭和30年（1955年）まで岩手県紫波郡にあった村。現在の矢巾町煙山・赤林・広宮沢・上矢次・下矢次・北矢幅・南矢幅・又兵エ新田・流通センター南および駅東にあたる。

## 沿革
- 明治22年（1889年）4月1日 - 町村制施行にともない、煙山村・赤林村・広宮沢村・上矢次村・下矢次村・北矢巾村・南矢巾村・又兵衛新田の計8か村が合併して新制の煙山村が発足。
- 昭和30年（1955年）3月1日 - 徳田村・不動村と合併し、矢巾村となる。

## 行政

### 歴代村長
| 代 | 氏名           | 就任                       | 退任                       | 備考 |
| -- | -------------- | -------------------------- | -------------------------- | ---- |
| 1  | 村松常治       | 明治22年（1889年）5月5日   | 明治30年（1897年）8月30日  |      |
| 2  | 山本儀蔵       | 明治30年（1897年）9月10日  | 明治34年（1901年）3月21日  |      |
| 3  | 小笠原菊次郎   | 明治34年（1901年）5月2日   | 明治35年（1902年）7月31日  |      |
| 4  | 佐々木重左衛門 | 明治35年（1902年）9月15日  | 明治36年（1903年）11月29日 |      |
| 5  | 宮崎清記       | 明治37年（1904年）4月8日   | 明治38年（1905年）11月28日 |      |
| 6  | 山本儀蔵       | 明治38年（1905年）12月16日 | 明治39年（1906年）9月6日   | 再任 |
| 7  | 吉田久四郎     | 明治39年（1906年）9月29日  | 明治43年（1910年）9月28日  |      |
| 8  | 高橋才吉       | 明治43年（1910年）10月27日 | 明治44年（1911年）9月11日  |      |
| 9  | 山本儀蔵       | 明治45年（1912年）1月23日  | 大正2年（1913年）1月20日   | 三任 |
| 10 | 高橋命助       | 大正2年（1927年）6月6日    | 大正3年（1914年）11月4日   |      |
| 11 | 山本善太郎     | 大正4年（1915年）2月16日   | 大正6年（1917年）4月1日    |      |
| 12 | 山本儀蔵       | 大正6年（1917年）4月16日   | 大正9年（1920年）2月6日    | 四任 |
| 13 | 吉田久四郎     | 大正9年（1920年）2月17日   | 大正13年（1924年）2月16日  | 再任 |
| 14 | 山本儀蔵       | 大正13年（1924年）5月26日  | 大正14年（1925年）4月13日  | 五任 |
| 15 | 小笠原謙吉     | 大正14年（1925年）6月29日  | 昭和5年（1930年）7月15日   |      |
| 16 | 橘常治         | 昭和5年（1930年）8月1日    | 昭和7年（1932年）7月23日   |      |
| 17 | 吉田悌二郎     | 昭和7年（1932年）9月1日    | 昭和14年（1939年）9月18日  |      |
| 18 | 小笠原喜平治   | 昭和14年（1939年）10月5日  | 昭和15年（1940年）2月29日  |      |
| 19 | 高橋多喜輔     | 昭和15年（1940年）3月6日   | 昭和15年（1940年）9月30日  |      |
| 20 | 漆原大吉       | 昭和15年（1940年）10月15日 | 昭和21年（1946年）3月7日   |      |
| 21 | 山本弘見       | 昭和21年（1946年）4月8日   | 昭和21年（1946年）11月20日 |      |
| 22 | 高橋重平       | 昭和22年（1947年）4月6日   | 昭和30年（1955年）2月28日  |      |

## 交通

### 鉄道
- 国鉄東北本線：矢幅駅